# 梅尔雅克
梅尔雅克（法語：Meljac，法語發音：[mɛlʒak]）是法国阿韦龙省的一个市镇，属于罗德兹区。

## 地理
梅尔雅克（44°8'19"N, 2°26'7"E）面积9.54 平方千米，位于法国奧克西塔尼大區阿韦龙省，该省份为法国南部内陆省份，位于法國中央高原南部，北起顺时针与康塔爾省、洛泽尔省、加尔省、埃罗省、塔恩省、塔恩-加龙省和洛特省接壤。
与梅尔雅克接壤的市镇（或旧市镇、城区）包括：桑特雷斯、吕拉克-圣西尔克、维欧尔河畔圣瑞斯特。

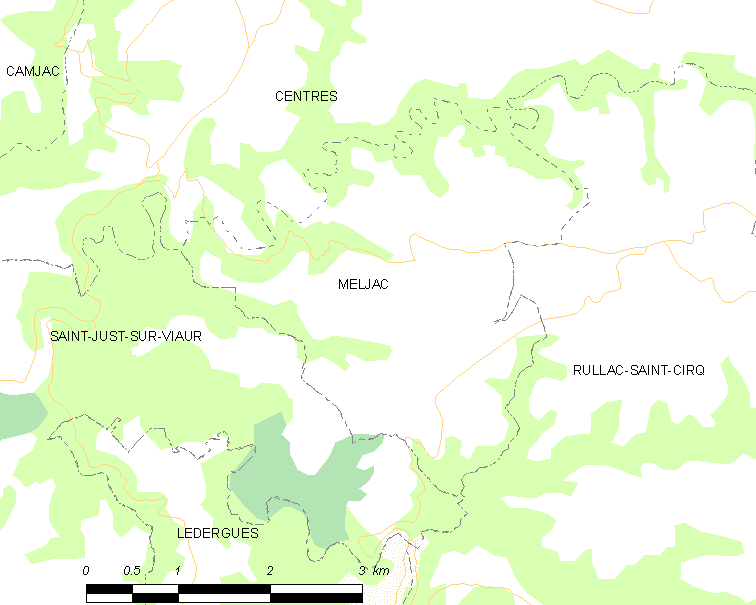
梅尔雅克的OSM定位图

梅尔雅克的时区为UTC+01:00、UTC+02:00（夏令时）。

## 行政
梅尔雅克的邮政编码为12120，INSEE市镇编码为12144。

## 政治
梅尔雅克所属的省级选区为塞奥尔-塞加拉县。

## 人口

1962-2008年间梅尔雅克人口变化图示

梅尔雅克于2022年1月1日时的人口数量为135人。